# Liechtensteinklamm
A Liechtensteinklamm egy keskeny szurdok Ausztriában, Salzburg tartományban, St. Johann im Pongautól néhány kilométerre délre.

## Fekvése
A szurdok a Magas-Tauern és az Alacsony-Tauern között fekszik. 4 km hosszú, ebből 1 km látogatható. A szélessége helyenként mindössze egy méter, magassága 300 m. Fából készült járdán sétálhatunk végig a kiépített út végén látható vízesésig.
Bejárata St. Johann im Pongau központjától 5 km-re délre van. Május elejétől október végéig tart nyitva. A belépőjegy ára 4 euró (2011).
Délre tőle található a Magas-Tauern Nemzeti Park és a Mura folyó forrása.

## Története

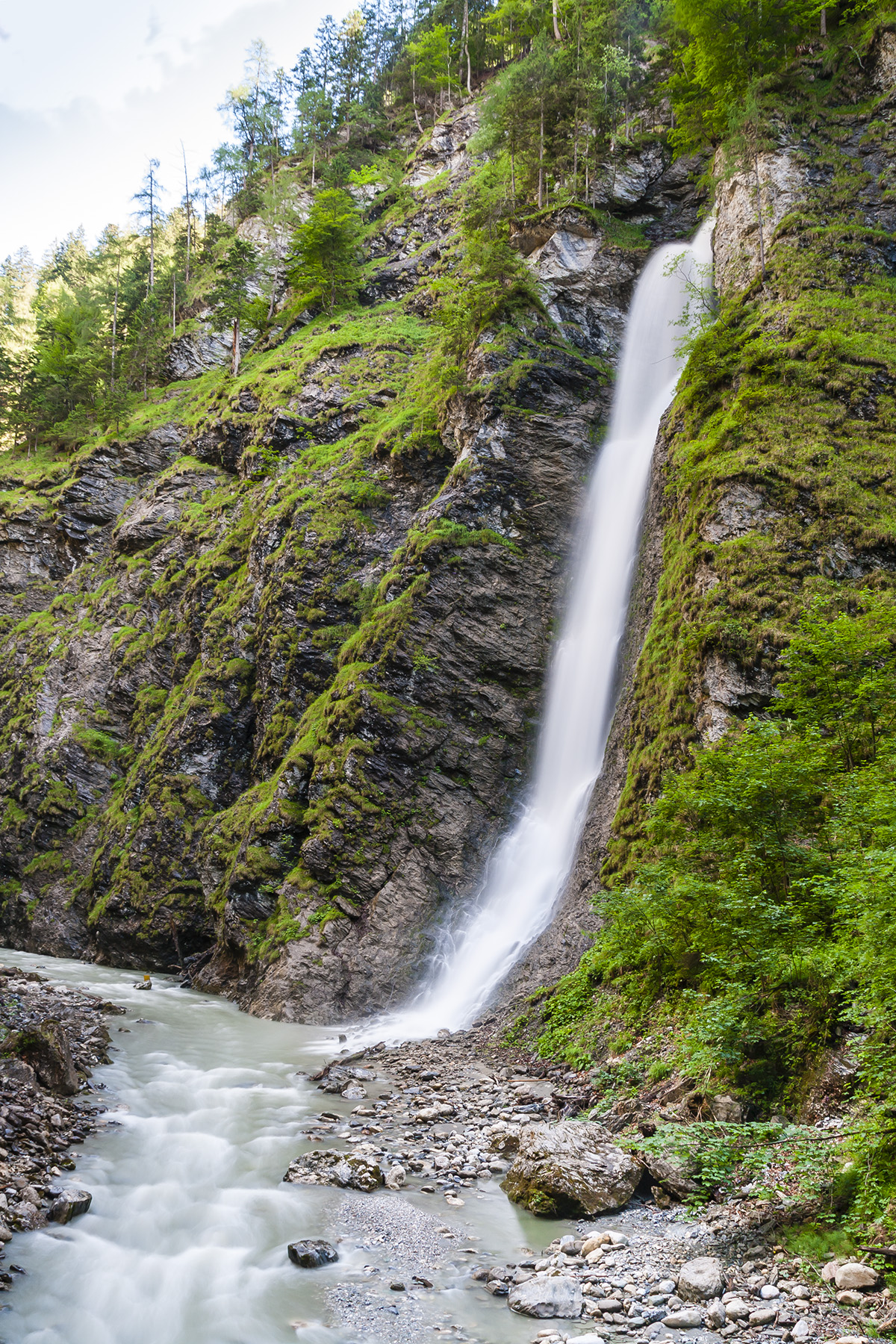
Vízesés

A Würm-glaciális vége után a gleccserek magas peremet hagytak az általuk kivájt völgyek végében. A Großarler Ache patak csak évezredes munkával tudott átjutni a sziklákon, így keletkezett a 300 méter mély keskeny szurdok.
1875-ben kezdődött meg a kiépítése. A munkálatok során a pénz hamar elfogyott, így a Pongauer Alpenverein tagjai II. János, Liechtenstein herceghez fordultak, aki 600 guldennel támogatta az építkezést. 1876-ban megnyílt, és a herceg tiszteletére Liechtensteinklammnak nevezték el.

## Monda
A monda szerint egy közelben élő kovács felajánlotta a lányát az ördögnek, ha az a háza elé vezeti a gasteini források vizét. A feltétel azonban az volt, hogy mire a kakas reggel megszólal, itt legyen a víz. A kovács felesége azonban véget akart vetni férje mohóságának, így éjszaka bedugta pár percre a kakast a kútba, aki ijedtében megszólalt. Az ördög – félúton hallván, hogy elkésett – mérgében olyan mélyre taszította a vizet, hogy azt senki ne érhesse el.

## Fordítás
Ez a szócikk részben vagy egészben  a   Liechtensteinklamm című német Wikipédia-szócikk ezen változatának fordításán alapul.  Az eredeti cikk szerkesztőit annak laptörténete sorolja fel. Ez a jelzés csupán a megfogalmazás eredetét és a szerzői jogokat jelzi, nem szolgál a cikkben szereplő információk forrásmegjelöléseként.

## Külső hivatkozások
- Liechtensteinklamm honlapja